# ゼロ磁場核磁気共鳴
ゼロ磁場核磁気共鳴（ゼロじばかくじききょうめい）またはゼロ磁場NMRは、磁場の無い環境で分子の構造や運動状態などの性質を調べる核磁気共鳴（NMR）分析方法である。

## 概要
一般的に核磁気共鳴分光法では磁場強度が強いほど感度、分解能が高くなるため、超伝導磁石のような強力な磁石を使用する。ゼロ磁場NMRの概念は1960年代から既に存在していたものの、当時は低磁場での高感度な検出器が実用化されておらず、研究は限定的な状況に留まった。
近年、高磁場NMR装置開発の研究が飽和しつつあるなか、磁化の検出感度を高める超伝導量子干渉素子や光ポンピング磁力計の開発などにより、ゼロ磁場でのNMRの検出感度の飛躍的な向上により、ゼロ磁場NMRの研究が見直されつつある。